# Cosmosoma contracta
Cosmosoma contracta là một loài bướm đêm thuộc phân họ Arctiinae, họ Erebidae.